# Bundzsák Dezső
Bundzsák Dezső (Kiskunhalas, 1928. május 3. – Budapest, 2010. október 1.) magyar labdarúgó, edző.

## Pályafutása

### Klubcsapatban
Kiskunhalason, a helyi Vasutas SE-nél (később Lokomotív) kezdte a labdarúgást. 1950-ben innen igazolt a fővárosba, a Vasashoz, amihez játékos pályafutása alatt végig hű maradt. 1964-ig a három magyar bajnoki cím mellett egyszeres MNK-győztes és háromszoros KK-győztes volt. Összesen 294 bajnoki mérkőzésen szerepelt és 73 gólt szerzett.

### A válogatottban
1956 és 1961 között 25 alkalommal szerepelt és egy gólt szerzett. Részt vett az 1958-as svédországi világbajnokságon.

### Edzőként
1964-ben szerzett edzői oklevelet. 1964 és 1966 között a Vasas labdarúgó-szakosztályának vezetője volt. 1966-tól hat éven át Görögországban dolgozott: a Pierikosz, a Panióniosz és az Apollon Athén vezetőedzője volt. A következő hat évben ismét itthon edzősködött. Először a SZEOL AK-nál, majd a Fősped Szállítóknál, végül a Győri MÁV DAC-nál vállalt munkát. 1979 és 1980 között az egyiptomi válogatott szövetségi kapitánya volt. 1980 és 1982 között Angyalföldön lett két évre vezetőedző. Az első idényben bronzérmesek lettek a bajnokságban. 1981-ben elnyerték a Magyar Népköztársasági Kupát. Ezután alsóbb osztályú csapatoknál (Göd, Balassagyarmat, Gyöngyös) vállalt munkát és közben egy évre visszatért a görög Pierikosz csapatához.

## Sikerei, díjai

### Játékosként
- Magyar bajnokság
  - bajnok: 1957-tavasz, 1960–61, 1961–62
- Magyar kupa (MNK)
  - győztes: 1955
- Közép-európai kupa (KK)
  - győztes: 1956, 1957, 1962
- A Gépipar Kiváló Dolgozója (1956)[2]
- A Magyar Népköztársaság Kiváló Sportolója (1956)[3]

### Edzőként
- Magyar bajnokság
  - 3.: 1980–81
- Magyar Népköztársasági Kupa
  - 1.: 1980–81

## Statisztika

### Mérkőzései a válogatottban
| Magyarország | Magyarország         | Magyarország                     | Magyarország | Magyarország | Magyarország | Magyarország  | Magyarország | Magyarország |
| #            | Dátum                | Helyszín                         | Hazai        | Eredmény     | Vendég       | Kiírás        | Gólok        | Esemény      |
| ------------ | -------------------- | -------------------------------- | ------------ | ------------ | ------------ | ------------- | ------------ | ------------ |
| 1.           | 1956. szeptember 23. | Moszkva, Lenin-stadion           | Szovjetunió  | 0 – 1        | Magyarország | barátságos    | -            | 52'          |
| 2.           | 1957. június 12.     | Oslo, Ullevaal Stadion           | Norvégia     | 2 – 1        | Magyarország | vb-selejtező  | -            |              |
| 3.           | 1957. szeptember 15. | Szófia, Levszki-stadion          | Bulgária     | 1 – 2        | Magyarország | vb-selejtező  | -            |              |
| 4.           | 1957. szeptember 23. | Budapest, Népstadion             | Magyarország | 1 – 2        | Szovjetunió  | barátságos    | -            |              |
| 5.           | 1957. december 22.   | Hannover, Niedersachsenstadion   | NSZK         | 1 – 0        | Magyarország | barátságos    | -            | 61'          |
| 6.           | 1958. május 7.       | Glasgow, Hampden Park            | Skócia       | 1 – 1        | Magyarország | barátságos    | -            |              |
| 7.           | 1958. június 8.      | Sandviken, Jernvallen (SWE)      | Magyarország | 1 – 1        | Wales        | vb-csoportkör | -            |              |
| 8.           | 1958. június 12.     | Stockholm, Råsunda Stadion       | Svédország   | 2 – 1        | Magyarország | vb-csoportkör | -            |              |
| 9.           | 1958. június 17.     | Stockholm, Råsunda Stadion (SWE) | Wales        | 2 – 1        | Magyarország | vb-csoportkör | -            |              |
| 10.          | 1958. szeptember 28. | Moszkva, Lenin-stadion           | Szovjetunió  | 3 – 1        | Magyarország | NEK-selejtező | -            |              |
| 11.          | 1958. október 5.     | Zágráb, Makszimir-stadion        | Jugoszlávia  | 4 – 4        | Magyarország | barátságos    | -            |              |
| 12.          | 1958. október 26.    | Bukarest, Augusztus 23. Stadion  | Románia      | 1 – 2        | Magyarország | barátságos    | -            | 46'          |
| 13.          | 1958. november 23.   | Budapest, Népstadion             | Magyarország | 3 – 1        | Belgium      | barátságos    | -            |              |
| 14.          | 1959. április 19.    | Budapest, Népstadion             | Magyarország | 4 – 0        | Jugoszlávia  | barátságos    | -            |              |
| 15.          | 1959. május 1.       | Drezda, Hans Meyer Stadion       | NDK          | 0 – 1        | Magyarország | barátságos    | -            |              |
| 16.          | 1959. június 28.     | Budapest, Népstadion             | Magyarország | 3 – 2        | Svédország   | barátságos    | -            |              |
| 17.          | 1959. október 11.    | Belgrád, JNA-stadion             | Jugoszlávia  | 2 – 4        | Magyarország | barátságos    | 1            | 77' 82'      |
| 18.          | 1959. október 25.    | Budapest, Népstadion             | Magyarország | 8 – 0        | Svájc        | Európa-kupa   | -            |              |
| 19.          | 1959. november 8.    | Budapest, Népstadion             | Magyarország | 4 – 3        | NSZK         | barátságos    | -            |              |
| 20.          | 1959. november 29.   | Firenze, Stadio Comunale         | Olaszország  | 1 – 1        | Magyarország | Európa-kupa   | -            |              |
| 21.          | 1960. május 22.      | Budapest, Népstadion             | Magyarország | 2 – 0        | Anglia       | barátságos    | -            |              |
| 22.          | 1960. június 5.      | Budapest, Népstadion             | Magyarország | 3 – 3        | Skócia       | barátságos    | -            |              |
| 23.          | 1960. október 9.     | Budapest, Népstadion             | Magyarország | 1 – 1        | Jugoszlávia  | barátságos    | -            |              |
| 24.          | 1960. november 20.   | Budapest, Népstadion             | Magyarország | 2 – 0        | Ausztria     | barátságos    | -            |              |
| 25.          | 1961. december 9.    | Santiago, Estadio Nacional       | Chile        | 5 – 1        | Magyarország | barátságos    | -            |              |
|              | Összesen             |                                  |              | 25           | mérkőzés     |               | 1            | gól          |

### Mérkőzései a női válogatott szövetségi kapitányaként
| Magyarország | Magyarország        | Magyarország     | Magyarország  | Magyarország | Magyarország  | Magyarország     | Magyarország | Magyarország |
| #            | Dátum               | Helyszín         | Hazai         | Eredmény     | Vendég        | Kiírás           | Gólok        | Esemény      |
| ------------ | ------------------- | ---------------- | ------------- | ------------ | ------------- | ---------------- | ------------ | ------------ |
| 1.           | 1995. március 25.   | Bordeaux         | Franciaország | 2 – 0        | Magyarország  | barátságos       | -            |              |
| 2.           | 1995. április 3.    | Várna (BUL)      | Magyarország  | 5 – 3        | Spanyolország | nemzetközi torna | -            |              |
| 3.           | 1995. április 5.    | Várna (BUL)      | Románia       | 5 – 1        | Magyarország  | nemzetközi torna | -            |              |
| 4.           | 1995. április 7.    | Várna (BUL)      | Oroszország   | 3 – 0        | Magyarország  | nemzetközi torna | -            |              |
| 5.           | 1995. április 9.    | Várna (BUL)      | Magyarország  | 1 – 1        | Lengyelország | nemzetközi torna | -            |              |
| 6.           | 1995. május 6.      | Mosonmagyaróvár  | Magyarország  | 3 – 2        | Csehország    | barátságos       | -            |              |
| 7.           | 1995. szeptember 5. | Jesolo           | Olaszország   | 1 – 0        | Magyarország  | barátságos       | -            |              |
| 8.           | 1995. szeptember 6. | Jesolo (ITA)     | Franciaország | 2 – 0        | Magyarország  | barátságos       | -            |              |
| 9.           | 1995. október 4.    | Kecskemét        | Magyarország  | 6 – 0        | Törökország   | Eb-selejtező     | -            |              |
| 10.          | 1995. október 22.   | Debrecen         | Magyarország  | 1 – 1        | Ukrajna       | Eb-selejtező     | -            |              |
| 11.          | 1996. április 14.   | Szófia           | Bulgária      | 3 – 2        | Magyarország  | Eb-selejtező     | -            |              |
| 12.          | 1996. április 21.   | Águas de Lindóia | Brazília      | 6 – 1        | Magyarország  | barátságos       | -            |              |
| 13.          | 1996. április 25.   | São Paulo        | Brazília      | 3 – 0        | Magyarország  | barátságos       | -            |              |
| 14.          | 1996. április 28.   | São Paulo        | Brazília      | 2 – 0        | Magyarország  | barátságos       | -            |              |
| 15.          | 1996. május 5.      | São Paulo        | Brazília      | 6 – 1        | Magyarország  | barátságos       | -            |              |
| 16.          | 1996. május 9.      | Isztambul        | Törökország   | 1 – 2        | Magyarország  | Eb-selejtező     | -            |              |
| 17.          | 1996. június 16.    | Ungvár           | Ukrajna       | 2 – 0        | Magyarország  | Eb-selejtező     | -            |              |
| 18.          | 1996. augusztus 18. | Bécs             | Ausztria      | 1 – 3        | Magyarország  | barátságos       | -            |              |
| 19.          | 1996. augusztus 25. | Szeged           | Magyarország  | 1 – 2        | Bulgária      | Eb-selejtező     | -            |              |
|              | Összesen            |                  |               | –            | mérkőzés      |                  | –            | gól          |